# Vittore Catella
Vittore Catella (ur. 15 czerwca 1910, zm. 14 czerwca 2000 w Turynie) – włoski inżynier, polityk i działacz sportowy. Prezydent włoskiego klubu Juventus F.C. w latach 1962–1971.